# Stathmopolitis tragocoprella
Stathmopolitis tragocoprella är en fjärilsart som beskrevs av Walsingham 1908. Stathmopolitis tragocoprella ingår i släktet Stathmopolitis och familjen äkta malar. Inga underarter finns listade i Catalogue of Life.

## Bildgalleri

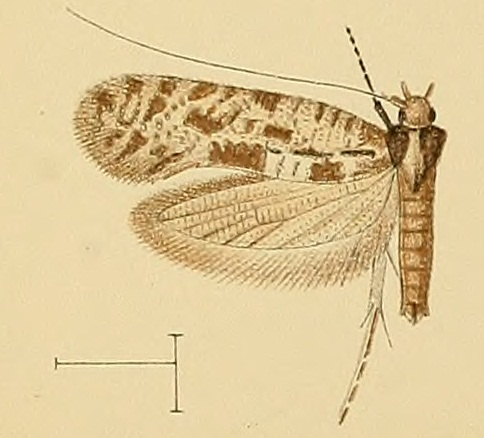